# Mark Alan Hershkovitz
Mark Alan Hershkovitz ( 1946 - ) es un botánico, curador, y fitogeógrafo estadounidense; que desarrolla actividades académicas en el "Arboreto y Herbario de EE.UU."

## Biografía académica
En 1966 se doctoró en botánica por la Universidad de California Davis luego de haber obtenido el grado de Magíster en botánica en la misma institución y el grado de Bachiller en agricultura en la Universidad de Illinois en Urbana-Champaign.

## Algunas publicaciones
- 1989. Phylogenetic Studies in Centrospermae: A Brief Appraisal.Taxon Vol. 38, n.º 4.[3]

- 1990. Phylogenetic and morphological studies in Portulacaceae. Ed. U. of Calif. 552 pp.

- 1991. Phylogenetic Assessment and Revised Circumscription of Cistanthe Spach (Portulacaceae). Annals of the Missouri Botanical Garden Vol. 78, n.º 4.[4]

- 1991. Leaf Morphology of Cistanthe Spach (Portulacaceae).Annals of the Missouri Botanical Garden Vol. 78, n.º 4.[5]

- 1992. Leaf Morphology and Taxonomic Analysis of Cistanthe tweedyi.. American Society of Plant Taxonomists 17, Vol. 17, n.º 2.[6]

- 1993. Revised Circumscriptions and Subgeneric Taxonomies of Calandrinia and Montiopsis (Portulacaceae) with Notes on Phylogeny of the Portulacaceous Alliance.Annals of the Missouri Botanical Garden Vol. 80, n.º 2 .

- 1993. Leaf Morphology of Calandrinia and Montiopsis (Portulacaceae).Annals of the Missouri Botanical Garden Vol. 80, n.º 2.[7]

- 1997. On the Evolutionary Origins of the Cacti.Taxon Vol. 46, n.º 2.[8]

- 1999. Montia linearis (Douglas) E. Greene (Portulacaceae) in Maryland.The Journal of the Torrey Botanical Society Vol. 126, n.º 4.[9]

- 2006. Phylogenetic Assessment and Revised Circumscription of Cistanthe Spach (Portulacaceae).Annals of the Missouri Botanical Garden Vol. 78, n.º 4.[10]

- 2006. Ribosomal DNA evidence for the diversification of Tropaeolum sect. Chilensia (Tropaeolaceae).. Pl. Syst. Evol. 260: 1–24[11]

## Honores
- Miembro del Claustro Académico del Doctorado en Ciencias, mención Ecología y Biología Evolutiva, de la Universidad de Chile.[12]

- La abreviatura «Hershk.» se emplea para indicar a Mark Alan Hershkovitz como autoridad en la descripción y clasificación científica de los vegetales.[13]